# Рискулово (Росія)
Риску́лово (рос. Рыскулово) — село у складі Сарактаського району Оренбурзької області, Росія.

## Населення
Населення — 120 осіб (2010; 143 у 2002).
Національний склад (станом на 2002 рік):
- башкири — 90 %